# Сітра (футбольний клуб)
Футбольний клуб «Сітра» (араб. نادي سترة الثقافي والرياضي) — професійний бахрейнський футбольний клуб з міста Сітра, який з 2022 року грає в Прем'єр-лізі Бахрейну. Клуб був заснований у 1957 році. Клуб проводить домашні матчі на Бахрейнському національному стадіоні в місті Ріффа, який вміщує 30 тисяч глядачів.